# De zwarte wolvin
De zwarte wolvin is het vijftiende stripverhaal uit de reeks van De Rode Ridder. Het is geschreven door Willy Vandersteen en getekend door Karel Verschuere. De eerste albumuitgave was in 1963.

## Het verhaal
Johan, De Rode Ridder ontwaakt op een slagveld. Hij is gewond maar weet zelf op te staan. Even verder vindt hij een andere zwaargewonde, Reyhold, die ijlt over 'De Zeven' en 'De zwarte wolvin' alvorens te sterven. Ook de Rode Ridder raakt opnieuw gewond wanneer hij overvallen wordt door lijkenpikkers. Hij wordt echter gered en verzorgd.
Enkele weken later. In een herberg ontmoet Johan drie ridders die op een geheime missie zijn in opdracht van Garwin, de gouwheer met betrekking tot de zwarte wolvin. Die nacht doodt een huurling twee van hen. Deze huurling wordt gevangen maar sterft. Terwijl hij sterft zegt hij in opdracht van 'De Zeven' te handelen. Johan besluit daarop de gade van Reyhold nader te ondervragen over deze situatie.
Johan reist naar de woning van Reyhold, de Berkenburcht, en komt daar enkele dagen later aan. De gade van Reyhold vertelt in het geheim aan Johan dat Reyhold een van de zeven was maar dat hij spijt had en zijn leven aan het beteren was. De zeven blijken een geheim genootschap van roofridders te vormen in de gouw van Garwin. Van de zwarte wolvin weet zij alleen dat het verhaal gekoppeld is aan een afgebrande burcht, Wolvensteen.
Johan reist naar Wolvensteen. Hier aangekomen helpt Johan een oude vrouw, Gonda de Heks, die door zwervers wordt lastiggevallen. Hij overnacht te Wolvensteen waar hij nachtmerries heeft. Midden in de nacht komt de zwarte wolvin ook werkelijk langs met een aantal wolven die haar gehoorzamen. Zij laat Johan verder met rust. Johan besluit incognito op onderzoek te gaan.
Hij doet er enige dagen over om inkopen te doen om zich te kunnen vermommen. Als troubadour bezoekt hij het Maalslot, het slot van Robard die aanspraak maakt op het afgebrande Wolvensteen. Johan komt te weten dat Wolvensteen afbrandde omdat de heer van dit slot de zeven tegenwerkte. Zijn vrouw Agnes en dochter Karin waren tijdens die brand aanwezig en werden niet teruggevonden. Johan luistert dan een gesprek tussen Robard en Garwin af. Garwin beweert dat getuigen gezien hebben dat Agnes en Karin nog leven en tijdens de brand gered werden door Gonda de heks. Johan wordt betrapt bij het afluisteren maar weet te ontsnappen. Gonda de heks helpt hem bij het afschudden van de achtervolgers.
Johan besluit opnieuw in de ruïne van Wolvensteen te overnachten. Hij komt dan in een vergadering van de zeven terecht die ongerust zijn over de ontwikkelingen. Ook Gonda duikt op. Zij daagt de zeven uit en Johan helpt op zijn beurt Gonda die uiteindelijk weer Johan moet helpen ontsnappen. Gonda vertelt nu aan Johan dat de heer van Wolvensteen door de zeven werd vermoord omdat zij aasden op zijn domein. Gonda redde Karin en voedde haar op met de wolven. Johan vertrekt, maar de zeven liggen in een hinderlaag en andermaal is vrouwelijke hulp nodig om de rode ridder van de dood te redden. Karin, de zwarte wolvin laat haar wolven los op de zeven die moeten vluchten. Zij neemt Johan mee naar hun schuilplaats. Diezelfde nacht slaagt een van de zeven erin Gonda te doden. Karin en Johan staan er nu alleen voor. Ze weten niet wie de zeven zijn. Karin moet daartoe eerst aantekeningen van Gonda ontcijferen. Johan besluit de hulp van de gouwheer, Garwin, in te roepen.
Deze gaat ermee akkoord Johan de volgende nacht in Wolvensteen te treffen. Die nacht blijkt echter dat Garwin de leider van de zeven is. Johan heeft zichzelf verraden en de zeven willen hem doden, eerst door duels en later met zijn allen tegen een. Opnieuw wordt Johan dan door de zwarte wolvin gered. Karin had namelijk inmiddels de aantekeningen van Gonda ontcijferd en wist toen wat de rol van Garwin was. Zij laat haar wolven op de zeven los die het ditmaal niet overleven.
Tot slot mogen we vernemen dat Karin niet langer door de bossen zal zwerven met haar wolven, maar dat zij nu opgevoed zal worden tot hofdame aan het hof van Koning Arthur.